# Ołeksij Bahniuk
Ołeksij Serhijowycz Bahniuk, ukr. Олексій Сергійович Багнюк (ur. 18 maja 1979 w Perwomajsku w obwodzie mikołajowskim Ukraińska SRR) – ukraiński piłkarz, grający na pozycji obrońcy.

## Kariera piłkarska

### Kariera klubowa
Wychowanek Internatu Sportowego w Charkowie. W 1998 rozpoczął karierę piłkarską w CSKA-2 Kijów. Latem 1999 wyjechał do Białorusi, gdzie potem występował w Dniapro Mohylew. Na początku 2003 powrócił do Ukrainy, gdzie został piłkarzem Czornomorca Odessa. W 2004 przeszedł do Arsenału Kijów. W 2006 zakończył karierę w MFK Mikołajów.